# Editiidae
De Editiidae zijn een familie van uitgestorven kreeftachtigen uit de klasse van de Ostracoda (mosselkreeftjes).

## Geslachten
- Adeditia Gramm & Egorov(g), 1986 †
- Editia Brayer, 1952 †
- Proeditia Buschmina, 1979 †